# Ruines gallo-romaines de Bourbonne-les-Bains
Les ruines gallo-romaines de Bourbonne-les-Bains  situées dans le parc de l'établissement thermal sont situées sur la commune de Bourbonne-les-Bains, dans le département de la Haute-Marne.

## Protection
L'édifice est inscrit au titre des monuments historiques en 1925.

## Histoire des thermes
Utilisé dès l'Antiquité, l'établissement a laissé des traces écrites au XVIIIe siècle avec l'utilisation et la réfection d'une partie militaire pour les troupes royales en 1702 les thermes du seigneur de Bourbonne en 1763.
En 1714, l'ingénieur Gautier utilise la source Patrice, chaude et la source Matrelle froide pour l'hospital militaire qui accueille ses premiers soldats en 1727.
Denis Diderot, natif de Langres, qui séjourna à Bourbonne en 1770 parlait des découvertes faites en 1755 et 1763 : des pavés de mosaïque, de la faïence et un bassin octogonal.
De 1857 à 1883, des ingénieurs des mines modernisent les thermes et les fouilles sont publiées en 1863 par Drouot et en 1880 par Rigaud.
Une autre session de fouilles eut lieu entre 1977 et 78 par la DRAC de Champagne publiées par Krautter, Troisgros et Rameau.

### Captage
Les Romains avaient capté la source d'eau chaude, en 1783, M. de Varaigne avait reconnu un puisard sous le fond du grand bassin. Il fut curé en 1857 par Drouot et, en 1874, ce qui a permis de trouver quatre mille sept cents monnaies, une rouelle, une statuette.

## Images

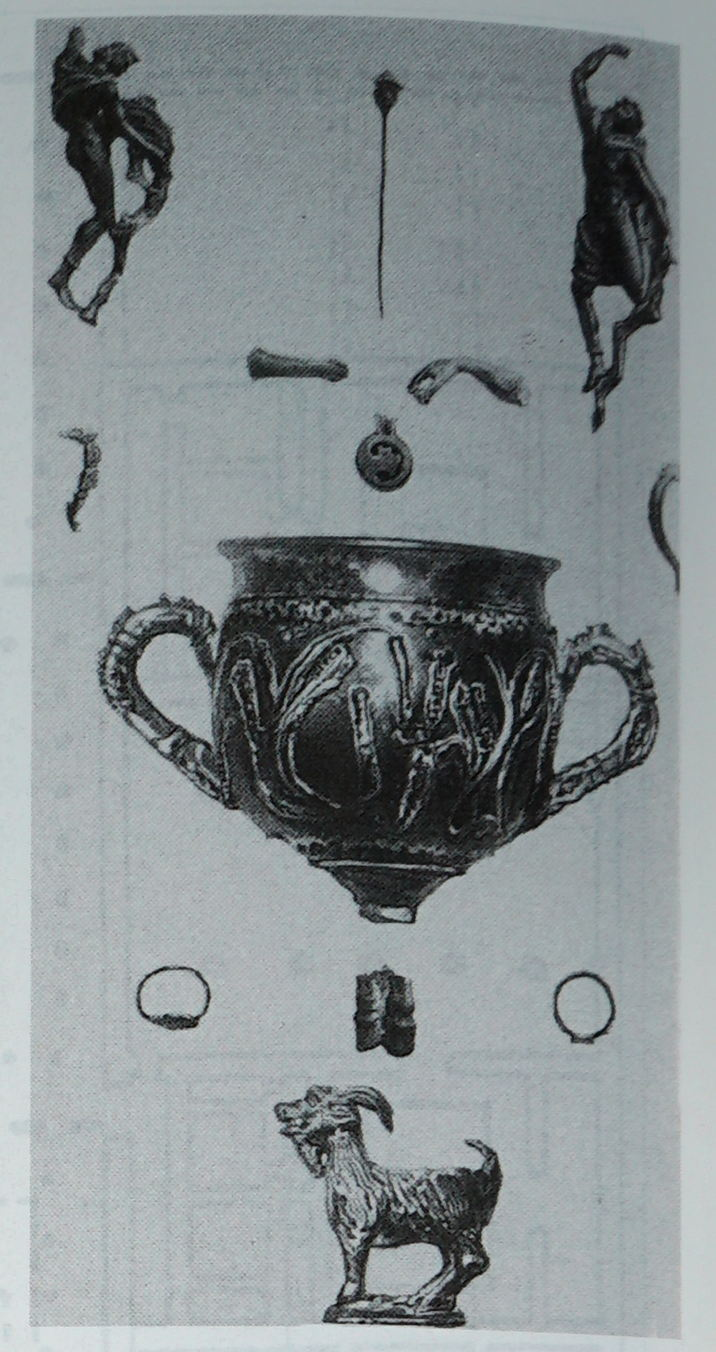
Objets qui y furent découverts
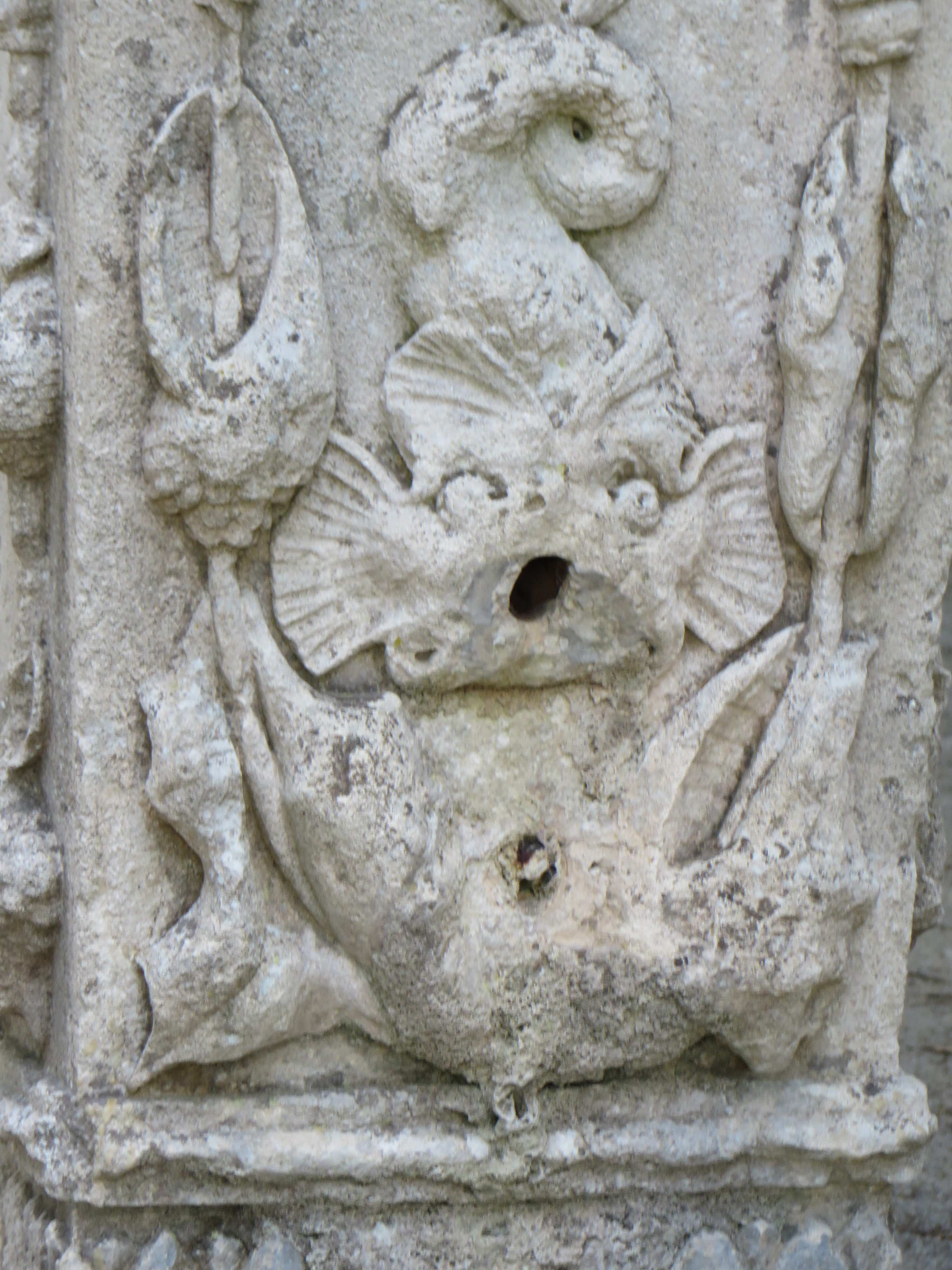
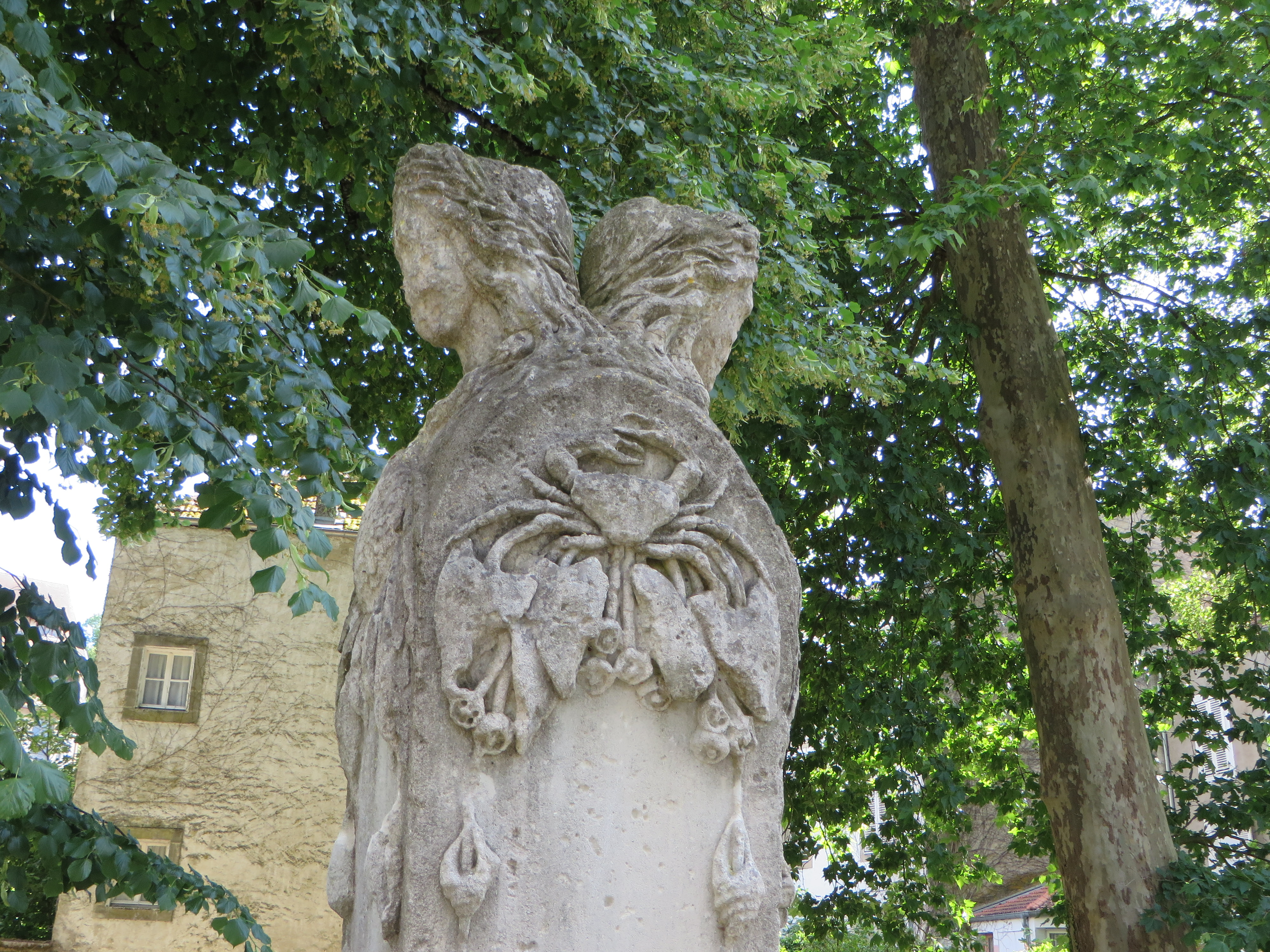
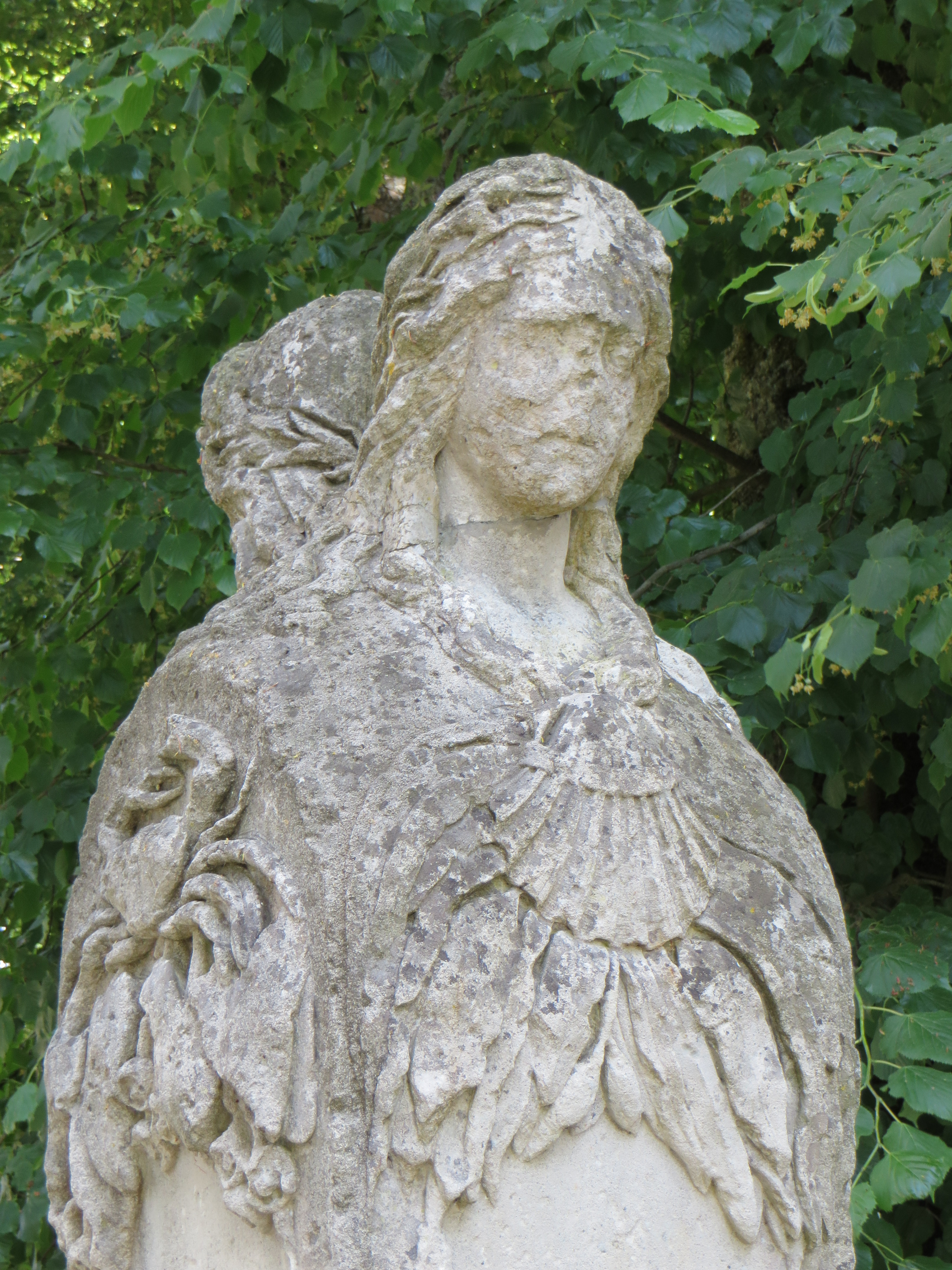